# Cykuta

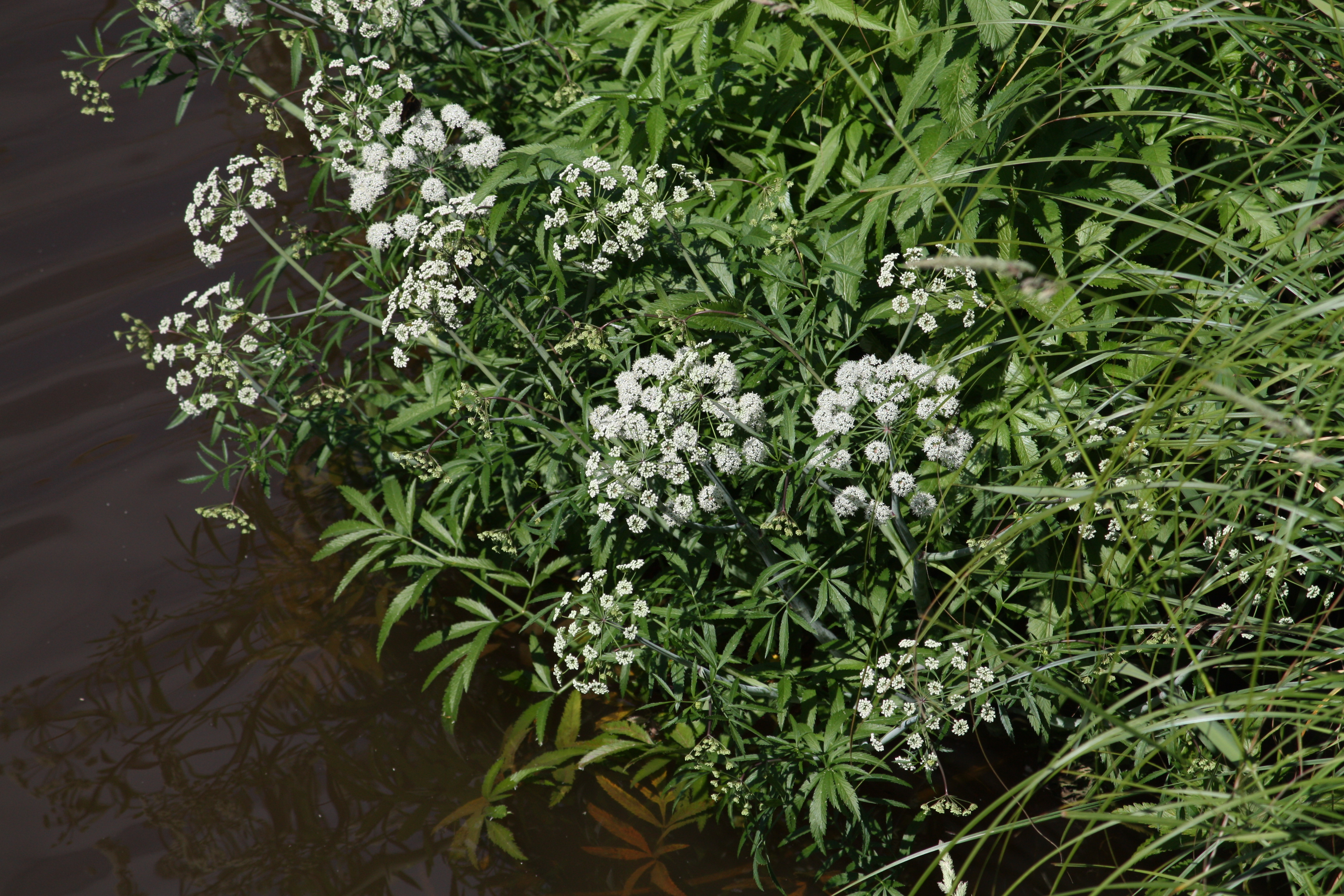
Szalej jadowity

Cykuta – śmiertelna trucizna będąca wyciągiem z różnych roślin, stosowana w starożytności i średniowieczu. Zawierała alkaloidy m.in. z takich gatunków jak szczwół plamisty (Conium maculatum) i szalej jadowity (Cicuta virosa). Zarówno koniina, pochodząca ze szczwołu, jak i cykutoksyna oraz cykutol z szaleju porażają ośrodek oddechowy w rdzeniu przedłużonym. 
W tradycji literackiej przyjmuje się, że cykutą uśmiercono m.in. Sokratesa, najprawdopodobniej zaś był to szczwół plamisty zawierający koniinę.